# Manoir de Kermenguy
Le manoir de Kermenguy est situé à Grand-Champ en France.

## Localisation
Le manoir est situé sur le territoire de la commune de Grand-Champ, au lieu-dit Kermenguy, dans le département du Morbihan en région Bretagne.

## Description
Le manoir date du XVIe siècle. Édifice à un étage carré, élévation à travées, construit en moellons de granite. Toiture à longs pans recouverte d'ardoises, pignon découvert. Escalier hors-œuvre : escalier à vis sans jour.

## Historique
Manoir du XVIe siècle, étage et comble de la partie latérale droite (nord) détruits par un incendie.
Il est inscrit à l'inventaire général du patrimoine culturel.